# Juan Carlos Burgos
Juan Carlos Burgos Castillo, conocido como Juan Carlos Burgos (Tijuana, Baja California, 26 de diciembre de 1987) es un boxeador mexicano.
en peso superpluma. Él es apodado Miniburgos por su tío, quien fue campeón mundial Víctor Burgos. Juan Carlos Burgos es el mejor clasificado en peso pluma del CMB.

## Carrera profesional
Burgos noqueó a Juan Carlos Martínez en una pelea de peso pluma en Laredo, Texas. Con su triunfo sobre Martínez en ESPN Burgos lo clasificó número 2 del CMB.

## Derrota por el Campeonato Mundial Pluma del CMB
Peleó contra Ricardo Castillo el 28 de mayo de 2010, anotando un nocaut técnico sobre Castillo.
Después de la pelea eliminatoria, Burgos pierde contra Hozumi Hasegawa, por el título vacante del CMB título de peso pluma en el Salón Nippon Gaishi en Japón el 26 de noviembre de 2010 por decisión unánime.

## Título mundial plata Peso Superpluma CMB
Burgos derrotó al invicto puertorriqueño Luis Cruz por decisión unánime para conquistar los títulos plata Superpluma del CMB y Latino Superpluma del OMB en el MGM Grand de Las Vegas, Nevada en la antesala de la pelea  Juan Manuel Marquez contra Manny Pacquiao el 12 de noviembre de 2011.
- Datos: Q5954708